# Skäggvårtkaktus
Skäggvårtkaktus (Mammillaria hahniana) är en suckulent växt inom vårtkaktussläktet och familjen kaktusväxter. Arten beskrevs av Erich Werdermann 1929.